# 第108师团 (日本陆军)
第108师团（だいひゃくはちしだん）是大日本帝國陸軍师团之一。

## 第一次編成
1937年（昭和12年）中国抗日战争（支那事変）爆发后，日本从本土陆续向中国大陆派遣师团，同時由传统的常設师团重新編成为特設师团。第108师团于1937年8月24日，在留守第8师团的负责下新设立而成闭关配属至第1軍（司令官：香月清司中將）隷下。同年10月，参加在华北地区的作战，占領阎锡山軍的据点臨汾。此后，负责在山西的治安作战，1940年（昭和15年）1月，回师日本。同年2月解散。

### 师团概要
- 通稱號：无
- 編成時期：1937年（昭和12年）8月24日
- 廃止：1940年（昭和15年）2月21日
- 編成地：弘前
- 補充担任：第八師管区（弘前）
- 最終位置：弘前

### 歴代师团長
- 下元熊弥 预备役中将：1937年8月26日 -
- 谷口元治郎 中将：1938年6月22日 - 1940年2月21日

### 最終所属部隊
- 步兵第25旅团：旅团長 中野直三少将 
  - 步兵第117联队（秋田）：杉浦英吉大佐
  - 步兵第132联队（山形）：海老名荣一大佐
- 步兵第104旅团：旅团長苫米地四楼少将 1938年11月起佐伯文郎少将
  - 步兵第52联队（弘前）：井上二一大佐
  - 步兵第105联队（青森）：小池信太郎大佐
- 騎兵第108大隊：後藤甲子郎中佐
- 野砲兵第108联队（弘前）：酒井银藏中佐
- 工兵第108联队（盛岡）：大内維武中佐
- 輜重兵第108联队：粕谷留吉中佐

## 第二次編成
1944年（昭和19年）年7月，以驻守满洲的第9独立守備隊为基础再次整编而成，编入第44軍 (日本陸軍)隷下，负责满洲国和中国的边境線附近的警備等任务。1945年（昭和20年）7月，成为第3方面軍的直轄部队，翌月，为防备苏联軍的进攻，却在真正的战斗到来前就投降。

### 师团概要
- 通稱號：祐
- 再編成時期：1944年（昭和19年）年7月12日
- 編成地：满洲
- 補充担任：弘前師管区
- 最終位置：南满洲錦州
- 最終上級部隊：第1軍

### 歴代师团長
- 磐井虎二郎 中将：1944年7月14日 -

### 最終司令部構成
- 参謀長：小堀晃大佐
- 参謀：酒井治隆中佐
- 高級副官：河野桂十郎少佐

### 最終所属部隊
- 步兵第240联队：中村赳大佐
- 步兵第241联队：斎藤義夫大佐
- 步兵第242联队：渡边進大佐
- 騎兵第171联队：井原清人少佐
- 野砲兵第108联队
- 第108师团挺進大隊
- 第108师团通信隊
- 第108师团工兵隊：佐佐木行矩少佐
- 第108师团輜重隊
- 第108师团衛生隊：赤川梅太郎中佐
- 第108师团防疫給水部